# Oleg Jefremov
Oleg Nikolajevitj Jefremov (russisk: Оле́г Никола́евич Ефре́мов) (født 1. oktober 1927 i Moskva i Sovjetunionen, død 24. marts 2000 i Moskva i Rusland) var en sovjetisk og russisk skuespiller og teaterproducer ved Moskva Kunstteater.
I 1949 dimitterede han fra Moskvas Kunstteaterskole og blev skuespiller og senere producer ved Det Centrale Børneteater og underviser ved teaterskolen.
Oleg Jefremov debuterede som filmskuespiller i melodramaet Pervyj esjelon (da.: Første Echelon i 1955. Herefter optrådte han regelmæssigt i en række populære sovjetiske film. Af bemærkelsesværdige optrædener er rollerne i filmene Zjivyje i mjortvyje (da.: De levende og de døde, 1964), melodramaet Tri topolja na Pljusjjikhe (da.: Tre popler på Pljusjtjikha, 1967), Gori, gori, moja zvezda (da.: Brænd, brænd, min stjerne, 1969), og komedierneAjbolit-66 (1966) og Pas på bilen (1966).
Han grundlagde i 1956 Oleg Jefremovs Studie for unge Skuespillere (senere Sovremennik Teateret) og blev dets første instruktør. I 1970 blev han skuespiller og chefproducent ved Moskvas Kunstteater og i 1976 blev han udnævnt til professor ved Moskvas Kunstteaters teaterskole.
Han modtog hæderen Folkets Kunstner i USSR i 1976 og ordenen Det Socialistiske Arbejdes Helt i 1987.

## Filmografi (udvalg)
Som skuespiller
- Pervyj esjelon (da.: Første Echelon, 1955)
- Rasskazy o Lenine (da.: Lenins fortællinger, 1957)
- Trudnoje stjastje (da.: Svær lykke, 1958)
- Ispytatelnyj srok (da.: Prøvetid, 1960)
- Moj mladsjij brat (da.: Min lillebror, 1962)
- Zjivyje i mjortvyje (da.: De levende og de døde, 1964)
- Ajbolit-66 (1966)
- Pas på bilen (1966)
- Tri topolja na Pljusjjikhe (da.: Tre popler på Pljusjtjikha, 1967)
- Jesjjo raz pro ljubov (da.: 'Endnu en gang om kærlighed, 1968)
- Gori, gori, moja zvezda (da.: Brænd, brænd, min stjerne, 1969)
- Mama vysjla zamuzj (da.: Mor blev gift, 1970)
- Slutjaj s Polyninym (da.: Sagen om Polynin, 1970)
- Ty i ja (da.: Du og jeg, 1971)
- Moskva, ljubov moja (da.: Moskva, min elskede, 1974)
- Rudin (1977)
- Frk K. bør tiltales (1979)
- Moskva tror ikke på tårer (1979/80)
- Prodlis, prodlis, otjarovanje... (da.: ~ Sidste, sidste, charme ..., 1984)
- Pervaja vstretja, poslednjaja vstretja (da.: Første møde, sidste møde, 1987)
- Sotjinenije ko Dnju Pobedy (da.: Komposition til sejrsdagen, 1998)

Som instruktør
- Stroitsja most (Строится мост, 1965)[5][6]